# Dendronephthya translucens
Dendronephthya translucens is een zachte koraalsoort uit de familie Nephtheidae. De koraalsoort komt uit het geslacht Dendronephthya. Dendronephthya translucens werd in 1909 voor het eerst wetenschappelijk beschreven door Henderson. 